# (4079) Бриттен
(4079) Бри́ттен (англ. Britten) — астероид внешней части главного пояса, открытый 15 февраля 1983 года американским астрономом Эдвардом Боуэллом на станции Андерсон-Меса и названный в честь английского композитора Бенджамина Бриттена (1913—1976).

Орбита астероида Бриттен и его положение в Солнечной системе